# یوکی شیباموتو
یوکی شیباموتو ((به ژاپنی: 柴本 幸 Yuki Shibamoto)؛ زادهٔ ۱۸ اکتبر ۱۹۸۳) بازیگر، آهنگساز، هنرپیشه اهل ژاپن است.
از فیلم‌هایی که او در آن نقش داشته است می‌توان به فورین کازان (مجموعه تلویزیونی تایگا) اشاره کرد.